# 2018-as WTA Elite Trophy
A 2018-as WTA Elite Trophy a WTA által évente megrendezésre kerülő esemény 2018. évi tornája, amelyen a világranglistán elért helyezése alapján a 2018-as WTA Finals tornára kvalifikációt szerzett versenyzőket követő 11 játékos és egy további, a rendezők szabadkártyáját kapó versenyző indulhat. Sérülés vagy egyéb lemondás miatt a távol maradó helyett a ranglista következő helyén álló versenyző vehet részt a tornán. Párosban a WTA Finals tornán szereplő párosokat a világranglistán követő négy páros indulhat a versenyen, a rendezők két további párosnak adnak szabadkártyát.
A címvédő egyesben a német Julia Görges, illetve a kínai Tuan Jing-jing és Han Hszin-jün párosa volt. Julia Görges ebben az évben is az indulók között volt, a kínai páros egyik tagja sem vett részt a tornán.
A győzelmet egyéniben az ausztrál Ashleigh Barty szerezte meg, miután a döntőben 6–3, 6–4 arányban nyert a kínai Vang Csiang ellen. Párosban az ukrán testvérpár Ljudmila Kicsenok és Nagyija Kicsenok nyerte a tornát, a döntőben 6–4, 3–6, [10–7] arányú győzelmet aratva a japán Aojama Súko és a fehérorosz Lidzija Marozava párosa ellen.

## A verseny
A negyedik WTA Elite Trophy versenyt 2018. október 30. − november 4. között rendezték, a helyszíne a Hengqin International Tennis Center volt a kínai Csuhajban. A torna díjalapja 2018-ban 2 349 363 amerikai dollár.

## A ranglistapontok és a díjazás
Az első helyezett 700 ranglistapontot szerezhetett. A párosok ezen a versenyen nem kaptak ranglistapontot.
| Szakasz                           | Egyéni          | Egyéni   | Páros          | Páros |
| Szakasz                           | Díjazás         | Pont     | Díjazás        | Pont  |
| --------------------------------- | --------------- | -------- | -------------- | ----- |
| Győztes                           | KM1 + 478 200 $ | KM + 460 | KM1 + 20 000 $ | N/A   |
| Döntős                            | KM + 160 000 $  | KM + 200 | KM1 + 10 000 $ | N/A   |
| Elődöntős                         | KM + 17 000 $   | KM       | N/A            | N/A   |
| Körmérkőzéses szakaszban győzelem | 76 300 $        | 120²     | 5000 $         | N/A   |
| Körmérkőzéses szakaszban vereség  | N/A             | 40²      | N/A            | N/A   |
| Startpénz                         | 42 500 $        | N/A      | 15 000 $       | N/A   |
| Helyettesítők                     | 10 000 $        | N/A      | N/A            | N/A   |

- 1 KM − a körmérkőzéses szakaszban szerzett pénzdíjak és pontok.
- ² A körmérkőzéses szakaszban a szabadkártyával induló 80 pontot kap egy győzelemért és 0 pontot a vereségért.

## A lebonyolítás formája
A versenyen részt vevő 12 játékost négy háromfős csoportba sorsolták, és a négy csoportgyőztes alkotta az elődöntő mezőnyét. Az elődöntő hagyományos kieséses formában zajlott.
A párosoknál a hat csapat két háromfős csoportban versenyzett, és a két csoportgyőztes mérkőzött a bajnoki címért.
A helyezések eldöntése a körmérkőzéses szakaszban
A helyezések az alábbiak figyelembe vételével dőltek el:
1. A győzelmek száma
2. Ha a győzelmek száma egyenlő volt, akkor a mérkőzéseken nyert játszmák száma döntött
3. Ha ez is egyenlő volt, akkor két játékos holtversenye esetén az egymás elleni eredményt, ha három játékos között volt holtverseny, akkor elsőként a játszmaarányt, másodikként a játékarányt vették figyelembe.

## Az egyéni versenyen kvalifikációt szerzett versenyzők
A 2018. évi versenyre az alábbi táblázatban szereplő versenyzők szereztek kvalifikációt:
A versenyen a kétszeres Grand Slam-tornagyőztes (Garbiñe Muguruza) mellett a 2017-es US Open döntőse Madison Keys), valamint a címvédő Julia Görges is elindult. Sérülés miatt lemondta a részvételt az ugyancsak kvalifikációt szerzett Serena Williams, és a 2017-es Roland Garros-győztes Jeļena Ostapenko. A verseny résztvevői 2018-ban összesen 14 WTA-tornagyőzelmet szereztek.
| Világr. hely. | Versenyző            | 2018-ban elért legjobb eredményei |
| ------------- | -------------------- | --- |
| 10            | Darja Kaszatkina     | Győzelem: (1) Kreml Kupa, Moszkva (Premier) Döntő: (2) BNP Paribas Open, Indian Wells (Premier Mandatory) Dubai Duty Free Tennis Championships (Premier) Elődöntő: (1) St. Petersburg Ladies Trophy, Negyeddöntő: (5) Roland Garros, (Grand Slam-torna) Wimbledon, (Grand Slam-torna) Mutua Madrid Open, Madrid (Premier Mandatory) Volvo Cars Open, Charleston (Premier) The International Eastbourne, Eastbourne (Premier)                                                                      |
| 11            | Anastasija Sevastova | Győzelem: (1) BRD Bucharest Open, Bukarest (International) Döntő: (2) China Open, Peking (Premier Mandatory) Mallorca Open, Mallorca (International) Elődöntő: (4) US Open, (Grand Slam-torna) Brisbane International, Brisbane (Premier) Volvo Cars Open, Charleston (Premier) Kreml Kupa, (Premier) Negyeddöntő: (2) Canadian Open, Montréal (Premier 5) Moscow Open, Moszkva, (International)                                                                                                  |
| 12            | Arina Szabalenka     | Győzelem: (2) Wuhan Open, Vuhan (Premier 5) Connecticut Open, Connecticut (Premier) Döntő: (2) The International Eastbourne, Eastbourne (Premier) Ladies Open Lugano, Lugano (International) Elődöntő: (1) Western&Southern Open, Cincinnati (Premier 5) Negyeddöntő: (5) China Open, Peking (Premier Mandatory) Shenzhen Open, Sencsen (International) Moorilla Hobart International, Hobart (International) Ricoh Open, ’s-Hertogenbosch (International) Tianjin Open, Tiencsin (International) |
| 13            | Elise Mertens        | Győzelem: (3) Moorilla Hobart International, Hobart (International) Ladies Open Lugano, Lugano (International) Grand Prix de SAR La Princesse Lalla Meryem, Rabat (International) Elődöntő: (2) Australian Open, (Grand Slam-torna) Silicon Valley Classic, San José (Premier) Negyeddöntő: (3) Canadian Open, Montréal (Premier) Western & Southern Open, Cincinnati (Premier) Tianjin Open, Tiencsin (International)                                                                            |
| 14            | Julia Görges         | Győzelem: (2) ASB Classic, Auckland (International) BGL Luxembourg Open, Luxembourg (International) Döntő: (1) Volvo Cars Open, Charleston (Premier) Elődöntő: (3) Wimbledon, (Grand Slam-torna) St. Petersburg Ladies Trophy, Szentpétervár (Premier) Connecticut Open, New Haven (Premier) Negyeddöntő: (3) Qatar Total Open, Doha (Premier 5) The Classic Birmingham, Birmingham (Premier) Moscow Open, Moszkva (International)                                                                |
| 16            | Madison Keys         | Elődöntő: (3) Roland Garros, (Grand Slam-torna) US Open, (Grand Slam-torna) Volvo Cars Open, Charleston (Premier) Negyeddöntő: (3) Australian Open, (Grand Slam-torna) Western & Southern Open, Cincinnati (Premier 5) Ladies Neva Cup, Szentpétervár (Premier) |
| 17            | Garbiñe Muguruza     | Győzelem: (1) Monterrey Open, Monterrey (International) Döntő: (1) Qatar Total Open, Doha (Premier 5) Elődöntő: (3) Roland Garros, (Grand Slam-torna) Dubai Duty Free Tennis Championships, Dubaj (Premier) Hong Kong Open, Hongkong (International) Negyeddöntő: (1) Apia International Sydney, Sydney (Premier) |
| 18            | Caroline Garcia      | Győzelem: (1) Tianjin Open, Tiencsin (International) Elődöntő: (2) Mutua Madrid Open, Madrid (Premier Mandatory) Porsche Tennis Grand Prix, Stuttgart (Premier) Negyeddöntő: (7) Qatar Total Open, Doha (Premier 5) Internazionali BNL d'Italia, Róma (Premier 5) Canadian Open, Montréal (Premier 5) Dubai Duty Free Tennis Championships, Dubaj (Premier) Connecticut Open, Dubaj (Premier) Toray Pan Pacific Open, Tokió (Premier) Mallorca Open, Mallorca (International)                     |
| 19            | Ashleigh Barty       | Győzelem: (1) Nottingham Open, Nottingham (International) Döntő: (1) Apia International Sydney, Sydney (Premier) Elődöntő: (3) Canadian Open, Montréal (Premier 5) Wuhan Open, Vuhan (Premier 5) Internationaux de Strasbourg, Strasbourg (International) Negyeddöntő: (1) AEGON International, Eastbourne (Premier) |
| 20            | Anett Kontaveit      | Döntő: (1) Wuhan Open, Vuhan (Premier 5) Elődöntő: (2) Internazionali BNL d'Italia, Stuttgart (Premier 5) Porsche Tennis Grand Prix, Stuttgart (Premier) Negyeddöntő: (1) Kreml Kupa, Moszkva (Premier) |
| 22            | Vang Csiang          | Győzelem: (2) Jiangxi Open, Csianghszi (International) Guangzhou Open, Kanton (International) Döntő: (1) Hong Kong Open, Hongkong (International) Elődöntő: (3) China Open, Tokió (Premier Mandatory) Wuhan Open, Vuhan (Premier 5) Japan Women's Open, Hirosima (International) Negyeddöntő: (1) Internationaux de Strasbourg, Strasbourg (International) |
| WC (36)       | Csang Suaj           | Elődöntő: (3) J&T Banka Prague Open, Prága (International) Japan Women's Open, Hirosima (International) Hong Kong Open, Hongkong (International) Negyeddöntő: (4) China Open, Peking (Premier Mandatory) Hungarian Ladies Open, Budapest (International) Abierto Mexicano Telcel, Acapulco (International) Jiangxi Open, Nancsang (International) |

## A verseny eredményei

### Egyéni
A versenyen részt vevő 12 játékost négy háromfős csoportba sorsolták.

#### A csoportmérkőzések
Azalea csoport
A csoportot Madison Keys nyerte, de az elődöntő előtt sérülése miatt visszalépett, így helyette a csoport 2. helyezettje, Vang Csiang jutott tovább.
| Rsz. | Név              | Kaszatkina  | Keys        | Vang        | Gy–V | Szett Gy–V | Játék Gy–V | Helyezés |
| ---- | ---------------- | ----------- | ----------- | ----------- | ---- | ---------- | ---------- | -------- |
| 1    | Darja Kaszatkina |             | 2–6 4–6     | 6–1 2–6 7–5 | 1–1  | 2–3        | 21–24      | 3.       |
| 6    | Madison Keys     | 6–2 6–4     |             | 6–1 3–6 1–6 | 1–1  | 3–2        | 22–19      | 1.       |
| 11   | Vang Csiang      | 1–6 6–2 5–7 | 1–6 6–3 6–1 |             | 1–1  | 3–3        | 25–25      | 2.       |

Camellia csoport
| Rsz. | Név                  | Sevastova           | Muguruza            | Csang         | Gy–V | Szett Gy–V | Játék Gy–V | Helyezés |
| ---- | -------------------- | ------------------- | ------------------- | ------------- | ---- | ---------- | ---------- | -------- |
| 2    | Anastasija Sevastova |                     | 7–6(4), 2–6, 6–7(1) | 6–0, 7–6(10)  | 1–1  | 3–2        | 28–25      | 2.       |
| 7    | Garbiñe Muguruza     | 6–7(4), 6–2, 7–6(1) |                     | 3–6, 6–3, 6–2 | 2–0  | 4–2        | 34–26      | 1.       |
| 12   | Csang Suaj           | 0–6, 6–7(10)        | 6–3, 3–6, 2–6       |               | 0–2  | 1–4        | 17–28      | 3.       |

Orchid csoport
| Rsz. | Név              | Szabalenka | Garcia  | Barty   | Gy–V | Szett Gy–V | Játék Gy–V | Helyezés |
| ---- | ---------------- | ---------- | ------- | ------- | ---- | ---------- | ---------- | -------- |
| 3    | Arina Szabalenka |            | 4–6 4–6 | 6–4 6–4 | 1–1  | 2–2        | 20–20      | 2.       |
| 8    | Caroline Garcia  | 6–4 6–4    |         | 3–6 4–6 | 1–1  | 2–2        | 19–20      | 3.       |
| 9    | Ashleigh Barty   | 4–6 4–6    | 6–3 6–4 |         | 1–1  | 2–2        | 20–19      | 1.       |

Rose csoport
| Rsz. | Név             | Mertens    | Görges        | Kontaveit     | Gy–V | Szett Gy–V | Játék Gy–V | Helyezés |
| ---- | --------------- | ---------- | ------------- | ------------- | ---- | ---------- | ---------- | -------- |
| 4    | Elise Mertens   |            | 2–6 6–7(5)    | 6–3 6–1       | 1–1  | 2–2        | 20–17      | 2.       |
| 5    | Julia Görges    | 6–2 7–6(5) |               | 2–6, 6–4, 4–6 | 1–1  | 3–2        | 25–24      | 1.       |
| 10   | Anett Kontaveit | 3–6 1–6    | 6–2, 4–6, 6–4 |               | 1–1  | 2–3        | 20–24      | 3.       |

#### Döntők
|  | Elődöntők | Elődöntők        | Elődöntők | Elődöntők   | Elődöntők |   |   | Döntő          | Döntő | Döntő | Döntő | Döntő |  |
|  |           |                  |           |             |           |   |   |                |       |       |       |       |  |
|  | 5         | Julia Görges     | 6         | 3           | 2         |   |   |                |       |       |       |       |  |
|  | 5         | Julia Görges     | 6         | 3           | 2         |   |   |                |       |       |       |       |  |
|  | 9         | Ashleigh Barty   | 4         | 6           | 6         |   |   |                |       |       |       |       |  |
|  | 9         | Ashleigh Barty   | 4         | 6           | 6         |   | 9 | Ashleigh Barty | 6     | 6     |       |       |  |
|  |           |                  |           |             |           |   | 9 | Ashleigh Barty | 6     | 6     |       |       |  |
|  |           |                  | 11        | Vang Csiang | 3         | 4 |   |                |       |       |       |       |  |
|  | 7         | Garbiñe Muguruza | 11        | Vang Csiang | 3         | 4 | 2 | 0              |       |       |       |       |  |
|  | 7         | Garbiñe Muguruza |           |             |           |   |   |                |       |       |       |       |  |
|  | 11        | Vang Csiang      | 6         | 6           |           |   |   |                |       |       |       |       |  |

### Páros
A versenyen az alábbi párosok indultak el:
1. Mihaela Buzărnescu /  Alicja Rosolska
2. Miyu Kato /  Makoto Ninomiya
3. Ljudmila Kicsenok /  Nagyija Kicsenok
4. Aojama Súko /  Lidzija Marozava
5. Csiang Hszin-jü /  Jang Csao-hszüan
6. Hszün Fang-jing /  Tang Csien-huj

Az indulókat két háromfős csoportba sorsolták, amelyek első helyezettjei kerültek a döntőbe, és mérkőztek meg a tornagyőzelemért.

#### A párosok csoportmérkőzései
A (Lily) csoport
| Rsz. | Név                                | Buzărnescu Rosolska | Aojama Marozava | Hszün Tang     | Gy–V | Szett Gy–V | Játék Gy–V | Helyezés |
| ---- | ---------------------------------- | ------------------- | --------------- | -------------- | ---- | ---------- | ---------- | -------- |
| 1    | Mihaela Buzărnescu Alicja Rosolska |                     | 3–6 2–6         | 6–2 6–2        | 1–1  | 2–2        | 17–16      | 2.       |
| 4    | Aojama Súko Lidzija Marozava       | 6–3 6–2             |                 | 6–3 3–6 [6–10] | 1–1  | 3–2        | 21–15      | 1.       |
| 6    | Hszün Fang-jing Tang Csien-huj     | 2–6 2–6             | 3–6 6–3 [10–6]  |                | 1–1  | 2–3        | 14–21      | 3.       |

B (Bougainvillea) csoport
| Rsz. | Név                                | Kato Ninomiya    | L Kicsenok N Kicsenok | Csiang Jang         | Gy–V | Szett Gy–V | Játék Gy–V | Helyezés |
| ---- | ---------------------------------- | ---------------- | --------------------- | ------------------- | ---- | ---------- | ---------- | -------- |
| 2    | Kato Miyu Ninomiya Makoto          |                  | 4–6, 6–1, [7–10]      | 3–6 4–6             | 0–2  | 1–4        | 17–20      | 3.       |
| 3    | Ljudmila Kicsenok Nagyija Kicsenok | 6–4, 1–6, [10–7] |                       | 7–6(9), 3–6, [11–9] | 2–0  | 4–2        | 19–22      | 1.       |
| 5    | Csiang Hszin-jü Jang Csao-hszüan   | 6–3 6–4          | 6–7(9), 6–3, [9–11]   |                     | 1–1  | 3–2        | 24–18      | 2.       |

#### A páros döntő
|  | Elődöntők | Elődöntők | Elődöntők                          | Elődöntők                    | Elődöntők |      |     | Döntő | Döntő | Döntő | Döntő | Döntő |  |
|  |           |           |                                    |                              |           |      |     |       |       |       |       |       |  |
|  |           |           |                                    |                              |           |      |     |       |       |       |       |       |  |
|  |           |           |                                    |                              |           |      |     |       |       |       |       |       |  |
|  |           |           |                                    |                              |           |      |     |       |       |       |       |       |  |
|  |           | 3         | Ljudmila Kicsenok Nagyija Kicsenok | 6                            | 3         | [10] |     |       |       |       |       |       |  |
|  |           |           |                                    |                              |           | [10] |     |       |       |       |       |       |  |
|  |           |           | 4                                  | Aojama Súko Lidzija Marozava | 4         | 6    | [7] |       |       |       |       |       |  |
|  |           |           | 4                                  | Aojama Súko Lidzija Marozava | 4         | 6    | [7] |       |       |       |       |       |  |
|  |           |           |                                    |                              |           |      |     |       |       |       |       |       |  |
|  |           |           |                                    |                              |           |      |     |       |       |       |       |       |  |